# Mimosa (magicien)
Pour les articles homonymes, voir Mimosa.
Hervé Le Marchand, dit Mimosa, né le 1er mai 1960 à Charleville et mort le 3 janvier 2023 à Paris, est un prestidigitateur humoristique français.

## Biographie
Hervé Le Marchand est étudiant à l'École centrale des arts et manufactures  (promotion 1985) de Châtenay-Malabry et y fréquente le club de cirque et de magie et s'y fait rapidement remarquer pour son talent comique. Il participe au Gala des grandes écoles. En dernière année, il gagne le premier prix d'informatique de l'école. Sorti de l'école, il travaille d'abord comme ingénieur tout en continuant de pratiquer la magie.
Par la suite, il assure des spectacles du gala de l'école et fait quelques apparitions pendant les réunions du club afin d'aider les générations futures.

### Carrière de magicien
En 1989, Mimosa est la révélation du Festival mondial du cirque de demain à Paris, considéré comme le plus grand concours de cirque du monde, en remportant le prix spécial. Mimosa s'oriente alors définitivement vers le domaine de la magie. Son palmarès est agrandi par un premier prix à Genève et un deuxième prix en Norvège. 

### Mort
Mimosa meurt le 3 janvier 2023 à Paris.

## Palmarès
- 1er prix de magie comique à Nancy (1988)
- prix spécial du Festival mondial du Cirque de Demain (1989)
- 1er prix de magie pour enfants (Bruxelles 1990)
- 2e prix mondial de magie comique (Lausanne 1991)
- 1er prix de la magie (Genève)
- Vice-champion du monde de la magie comique (Norvège)